# Marc Mateu
Marc Mateu Sanjuán (Valencia, 16 giugno 1990) è un calciatore spagnolo, centrocampista dell'Eldense.